# 노랑섬 (인천광역시)
노랑섬은 영종도와 신도 사이에 위치하는 인천광역시 중구 운북동의 섬이다

## 같이 보기
- 한국의 섬